# Flatocerus guizhouensis
Flatocerus guizhouensis är en insektsart som beskrevs av Wang, Yuwen 1992. Flatocerus guizhouensis ingår i släktet Flatocerus och familjen torngräshoppor. Inga underarter finns listade i Catalogue of Life.